# 性魔術
性魔術（英: Sex magic、せいまじゅつ）は、魔術、儀式、またはその他の宗教的および霊的・精神的な探求に使用されるの性行為である。性魔術そのものは世界各地にある豊穣儀礼に起源があり、特に特別視されるようなものではない。性魔術の一つの方法は、性的興奮または性的絶頂のエネルギーを利用して、所望の結果を視覚化することである。性魔術の前提は、性的なエネルギーが、自分の通常の知覚された現実を超越するために活用できる強大な力であるという概念である。
19世紀末の近代ヨーロッパ世界では、進化論によって神による天地創造説がナンセンスと化し、父権的な禁欲論理が揺らいでおり、キリスト教規範の緩みの中で注目を集めた。